# Brendan Kerry
Brendan Kerry (Sydney, 18 novembre 1994) è un pattinatore artistico su ghiaccio australiano.

## Biografia
È figlio della danzatrice su ghiaccio Monica MacDonald, che fece parte della spedizione australiana all'Olimpiade di Calgary 1988. Anche la sorella minore Chantelle Kerry è stata attiva nel pattinaggio artistico ed ha partecipato ai Giochi olimpici giovanili di Innsbruck 2012.
Ha rappresentato l'Australia a tre edizioni dei Giochi olimpici invernali: a Soči 2014, in cui è stato eliminato al termine del programma corto con il 29º posto, a Pyeongchang 2018, dove si è classificato 20º, e Pechino 2022. Nell'edizione cinese è stato alfiere durante la cerimonia d'apertura, assieme alla sciatrice frestyle Laura Peel.
Ha preso parte a diverse edizioni dei campionati mondiali e dei Quattro continenti, senza mai riuscire a salire sul podio.
Nel 2024 Kerry è stato squalificato a vita perché giudicato colpevole di molestie sessuali nei confronti di una minore.

## Competitive highlights
GP: Grand Prix; CS: Challenger Series; JGP: Junior Grand Prix
| Internazionali                                          | Internazionali | Internazionali | Internazionali | Internazionali | Internazionali | Internazionali | Internazionali | Internazionali | Internazionali | Internazionali | Internazionali | Internazionali | Internazionali | Internazionali | Internazionali |
| Evento                                                  | 2008–09        | 2009–10        | 2010–11        | 2011–12        | 2012–13        | 2013–14        | 2014–15        | 2015–16        | 2016–17        | 2017–18        | 2018–19        | 2019–20        | 2020–21        | 2021–22        | 2022–23        |
| ------------------------------------------------------- | -------------- | -------------- | -------------- | -------------- | -------------- | -------------- | -------------- | -------------- | -------------- | -------------- | -------------- | -------------- | -------------- | -------------- | -------------- |
| Olimpiadi                                               |                |                |                |                |                | 29°            |                |                |                | 20°            |                |                |                | 17°            |                |
| Campionati mondiali                                     |                |                |                | 33°            |                |                | 20°            | 17°            | 15°            | 18°            | 20°            | C              | R              | R              |                |
| Quattro continenti                                      |                |                | 18°            | 19°            | 21°            | 20°            | 17°            | 19°            | 11°            | 13°            | 9°             | 12°            |                | 6°             |                |
| GP Cup of China                                         |                |                |                |                |                |                |                |                |                |                |                | 7°             |                |                |                |
| GP Trophée Eric Bompard                                 |                |                |                |                |                |                |                |                | 10°            |                |                |                | C              |                |                |
| GP NHK Trophy                                           |                |                |                |                |                |                |                | 12°            |                |                |                |                |                |                |                |
| GP Rostelecom Cup                                       |                |                |                |                |                |                |                |                |                |                | 10°            |                |                | 12°            |                |
| GP Skate America                                        |                |                |                |                |                |                |                | 8°             | 10°            |                |                |                |                |                | R              |
| GP Skate Canada                                         |                |                |                |                |                |                |                |                |                | 11°            | 11°            | 12°            |                |                |                |
| CS Autumn Classic International                         |                |                |                |                |                |                | 11°            |                |                |                | R              |                |                |                |                |
| CS Finlandia Trophy                                     |                |                |                |                |                |                |                |                |                |                |                |                |                | 13°            |                |
| CS Golden Spin                                          |                |                |                |                |                |                |                |                | 5°             |                |                |                |                | 6°             |                |
| CS Nebelhorn Trophy                                     |                |                |                |                |                |                |                |                |                |                |                |                |                | 7th            |                |
| CS Lombardia Trophy                                     |                |                |                |                |                |                | 9°             |                |                | 3°             |                |                |                |                |                |
| CS Ondrej Nepela Trophy                                 |                |                |                |                |                |                |                |                |                | 3°             |                |                |                |                |                |
| CS U.S. Classic                                         |                |                |                |                |                |                |                |                | 4°             |                |                |                |                |                |                |
| Giochi asiatici invernali                               |                |                |                |                |                |                |                |                | 5°             |                |                |                |                |                |                |
| Gardena Trophy                                          |                |                |                |                |                |                |                | 1°             |                |                |                |                |                |                |                |
| Halloween Cup                                           |                |                |                |                |                |                |                |                |                |                | 1°             | 1°             |                |                |                |
| Nebelhorn Trophy                                        |                |                |                |                |                | 8th            |                |                |                |                |                |                |                |                |                |
| Nordics Open                                            |                |                |                |                |                |                |                | 3°             |                |                |                |                |                |                |                |
| Shanghai Trophy                                         |                |                |                |                |                |                |                |                |                |                |                | 5°             |                |                |                |
| Skate Down Under                                        |                |                |                |                |                | 1°             |                |                |                |                |                |                |                |                |                |
| Toruń Cup                                               |                |                |                |                |                |                | 5°             |                |                |                | 1°             | 3°             |                |                |                |
| Internazionali: Junior                                  |                |                |                |                |                |                |                |                |                |                |                |                |                |                |                |
| Campionati mondiali Junior                              |                |                | 33°            | 22°            |                | 21°            |                |                |                |                |                |                |                |                |                |
| JGP Australia                                           |                |                |                | 14°            |                |                |                |                |                |                |                |                |                |                |                |
| JGP Estonia                                             |                |                |                |                |                | 5°             |                |                |                |                |                |                |                |                |                |
| JGP Germania                                            |                | 21°            | 20°            |                |                |                |                |                |                |                |                |                |                |                |                |
| JGP Lettonia                                            |                |                |                |                |                | 5°             |                |                |                |                |                |                |                |                |                |
| JGP Regno Unito                                         | 25°            |                | 14°            |                |                |                |                |                |                |                |                |                |                |                |                |
| JGP U.S.A.                                              |                | 15°            |                |                |                |                |                |                |                |                |                |                |                |                |                |
| Giochi invernali della Nuova Zelanda                    |                |                |                | 3° J           |                |                |                |                |                |                |                |                |                |                |                |
| Nazionali                                               |                |                |                |                |                |                |                |                |                |                |                |                |                |                |                |
| Campionato australiano                                  | 2° J           | 1° J           | 1° J           | 1°             | 2°             | 1°             | 1°             | 1°             | 1°             | 1°             | 1°             | 1°             | C              | C              |                |
| J = livello Junior; C = Evento cancellato; R = Ritirato |                |                |                |                |                |                |                |                |                |                |                |                |                |                |                |